# Medveděvova doktrína
Medveděvova doktrína je soubor pěti zásad, které v neděli 31. srpna 2008 po Rusko-gruzínské válce uvedl ruský prezident Dmitrij Medveděv v rozhovoru pro První kanál. Lze je shrnout následovně:
1. Rusko uznává přednost základních zásad mezinárodního práva.
2. Svět by měl být multipolární.
3. Rusko nebude usilovat o konfrontaci s jinými národy.
4. Ochrana životů a důstojnosti našich občanů, ať jsou kdekoli.
5. Stejně jako v případě jiných zemí existují regiony, v nichž má Rusko výsadní zájmy.